# NEMO (modèle d'océan)
NEMO (sigle de Nucleus for European Modelling of the Ocean) est un modèle de circulation générale océanique développé par un consortium européen. Il est aujourd'hui utilisé dans plusieurs pays européens pour la recherche fondamentale, les prévisions opérationnelles d'état de l'océan, les prévisions saisonnières et les projections climatiques. NEMO est distribué sous licence CeCILL. 

## Composantes
NEMO est une plateforme de modélisation de l'océan composée de plusieurs modèles et d'outils numériques pour l'utilisation et le traitement des données d'entrées et de sorties. Il comprend 5 composantes principales : 
- L'océan : NEMO-OPA (océan parallélisé)
- La glace de mer : NEMO-LIM ("Louvain-la-neuve sea Ice Model")[2]
- Biogéochimie : NEMO-TOP/PISCES ("Tracer in the Ocean Paradigm")[3]
- Outil de raffinement de grille : NEMO-AGRIF
- Système d'assimilation de données : NEMO-TAM ("Tangent linear and Adjoint Model")[4]

Il peut être associé aux autres composantes du système climatique (atmosphère, surface terrestre ...) via le coupleur OASIS.

## Grille
Il existe plusieurs configurations de NEMO allant du profil vertical (1 dimension ) à l'océan global, ainsi que diverses configurations régionales. 
Les configurations globales utilisent les grilles ORCA. Ces grilles sont tripolaires, ce qui permet de couvrir l'ensemble du domaine océanique sans point de singularité. En effet, la grille géographique formée par les méridiens et parallèles possède deux singularités : le pôle nord et le pôle sud. Proche de ces deux points, la taille des mailles de la grille tend vers zéro, ce qui pose des problèmes pour la discrétisation des équations du modèle. Pour éviter ce problème, les pôles des grilles ORCA sont disposés sur la sphère terrestre de manière à se trouver sur les continents. Ainsi, le pôle sud, qui se trouve sur le continent Antarctique n'est pas modifié par rapport à une grille régulière, alors que le pôle nord, qui se trouve dans l'océan Arctique, est remplacé par deux pôles se situant sur l'Amérique du Nord et la Sibérie. La grille ORCA existe en plusieurs résolutions horizontales allant d'environ 2 degrés au 1/36ème de degré. 

## Approximations
Comme tous les modèles de circulation générale océanique, NEMO-OPA est basée sur les équations de Navier-Stokes, ainsi que l'équation d'état de l'eau de mer (qui relie température, salinité et densité) dans le cadre de certaines approximations dues aux propriétés de l'océan. Les approximations des équations primitives de NEMO sont :
- Approximation sphérique : La Terre est considérée comme une sphère.
- La profondeur océanique est négligée par rapport au rayon de la Terre.
- Hypothèse de fermeture du mélange turbulent : Les petites échelles sont exprimées en fonction des mouvements grande échelle.
- Approximation de Boussinesq : les variations de densité sont négligées, sauf pour le calcul des termes de flottabilité.
- Équilibre hydrostatique : Équilibre entre la gravité et la force de pression.
- Le fluide est considéré comme incompressible

Dans le cadre de ces approximations, NEMO peut servir à l'étude d'un large spectre d'échelles spatio-temporelles allant du km aux échelles globales et de quelques heures aux échelles climatiques.

## Développement
Le développement de NEMO est organisé et contrôlé par un consortium européen créé en 2008 et incluant :
- Le Centre national de la recherche scientifique (CNRS, France)
- Mercator-Océan (France)
- le National Environmental research Council (NERC, Royaume-Uni)
- Met-Office (Royaume-Uni)
- CMCC (Italie)
- INGV (Italie)

## NEMO dans les modèles climatiques
Historiquement, NEMO a été développé pour étudier l'océan global et le climat. La configuration globale ORCA fut couplée au modèle de circulation générale atmosphérique (Atmospheric general circulation model - AGCM) de Météo-France - ARPEGE -  en 1995 formant le modèle climatique du CNRM-CERFACS. Il fut ensuite couplé au modèle d'atmosphère du Laboratoire de météorologie dynamique en 1996, formant le modèle climatique de l'institut Pierre-Simon-Laplace (IPSL) en 1996, s'imposant alors comme le modèle d'océan des deux modèles climatiques français. Il fut ensuite couplé à d'autres modèles atmosphériques de divers pays. Les objectifs des modèles climatiques incluant NEMO sont divers et vont des systèmes de prévision saisonnière aux très longues simulations utilisées pour les études paléoclimatiques. En particulier, NEMO est la composante océanique de plusieurs modèles climatiques participant au projet d'intercomparaison des modèles couplés (Coupled Model Intercomparison Project - CMIP).